# Couvignon
Couvignon – miejscowość i gmina we Francji, w regionie Grand Est, w departamencie Aube.
Według danych na rok 1990 gminę zamieszkiwały 232 osoby, a gęstość zaludnienia wynosiła 17 osób/km².

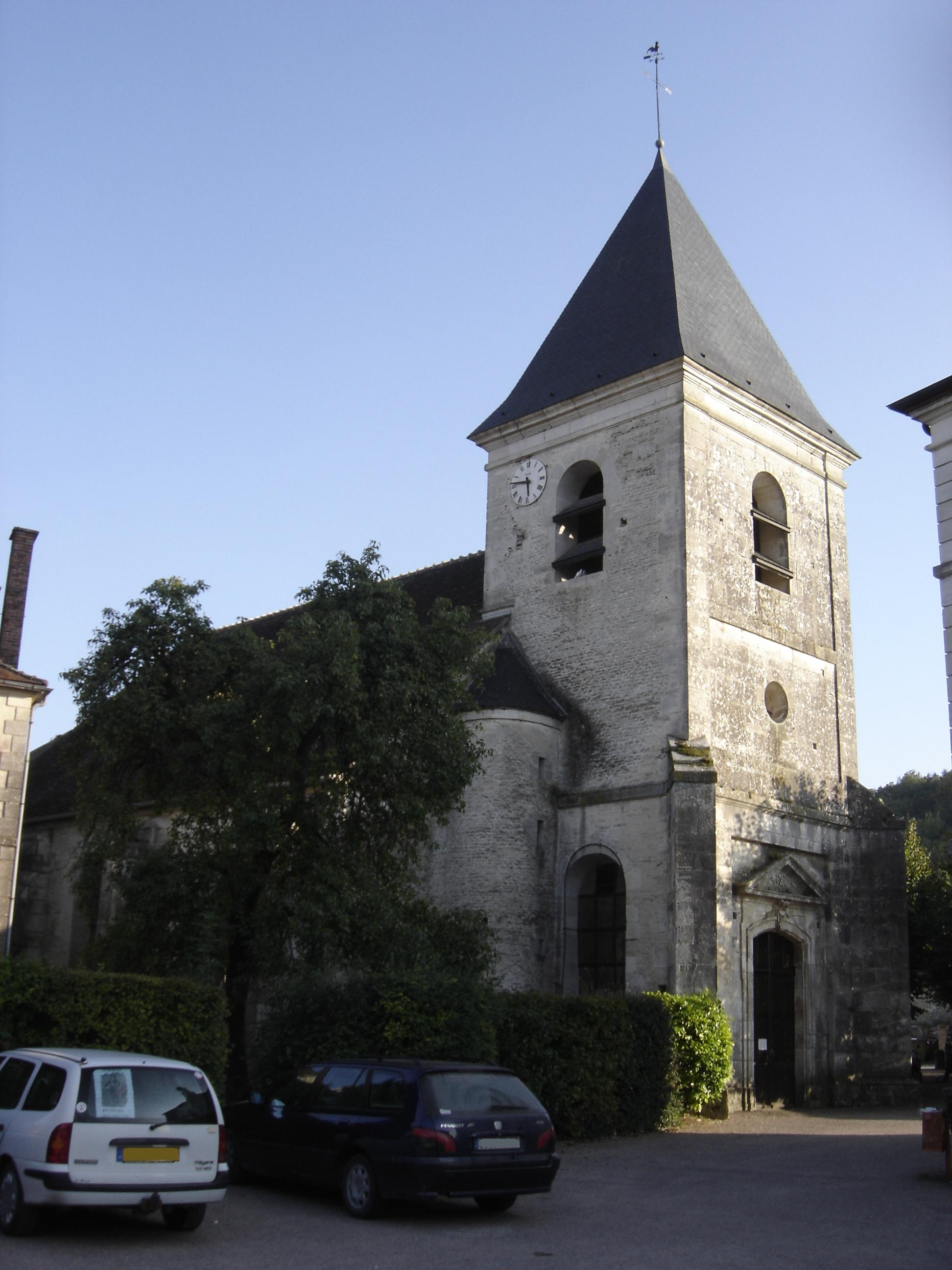
Kościół w Couvignon, 2009